# Mastophora cornigera
Mastophora cornigera är en spindelart som först beskrevs av Nicholas Marcellus Hentz 1850.  Mastophora cornigera ingår i släktet Mastophora och familjen hjulspindlar. Inga underarter finns listade i Catalogue of Life.